# Деснянська вулиця (Київ, Деснянський район)
Десня́нська ву́лиця — вулиця в Деснянському районі міста Києва, селище Троєщина. Пролягає від кільця на перетині вулиць Радосинської, Олексія Курінного та Миру до кінця забудови. 
Прилучаються вулиці Дубичнянська, Ягеллонська, Хотянівська, Городище, Пирнівська, Лермонтова, Літківська, Надії, Володимира Беца, Рожнянська, Національної Гвардії, Ситняківська, Свято-Троїцька, Вірності, Справедливості, Толочанська і Прикордонна.

## Історія
Виникла в першій половині XX століття. Названа на честь ріки Десна.